# Anapoma draudtiphila
Anapoma draudtiphila är en fjärilsart som beskrevs av Felix Bryk 1948. Anapoma draudtiphila ingår i släktet Anapoma och familjen nattflyn. Inga underarter finns listade i Catalogue of Life.